# Яниця

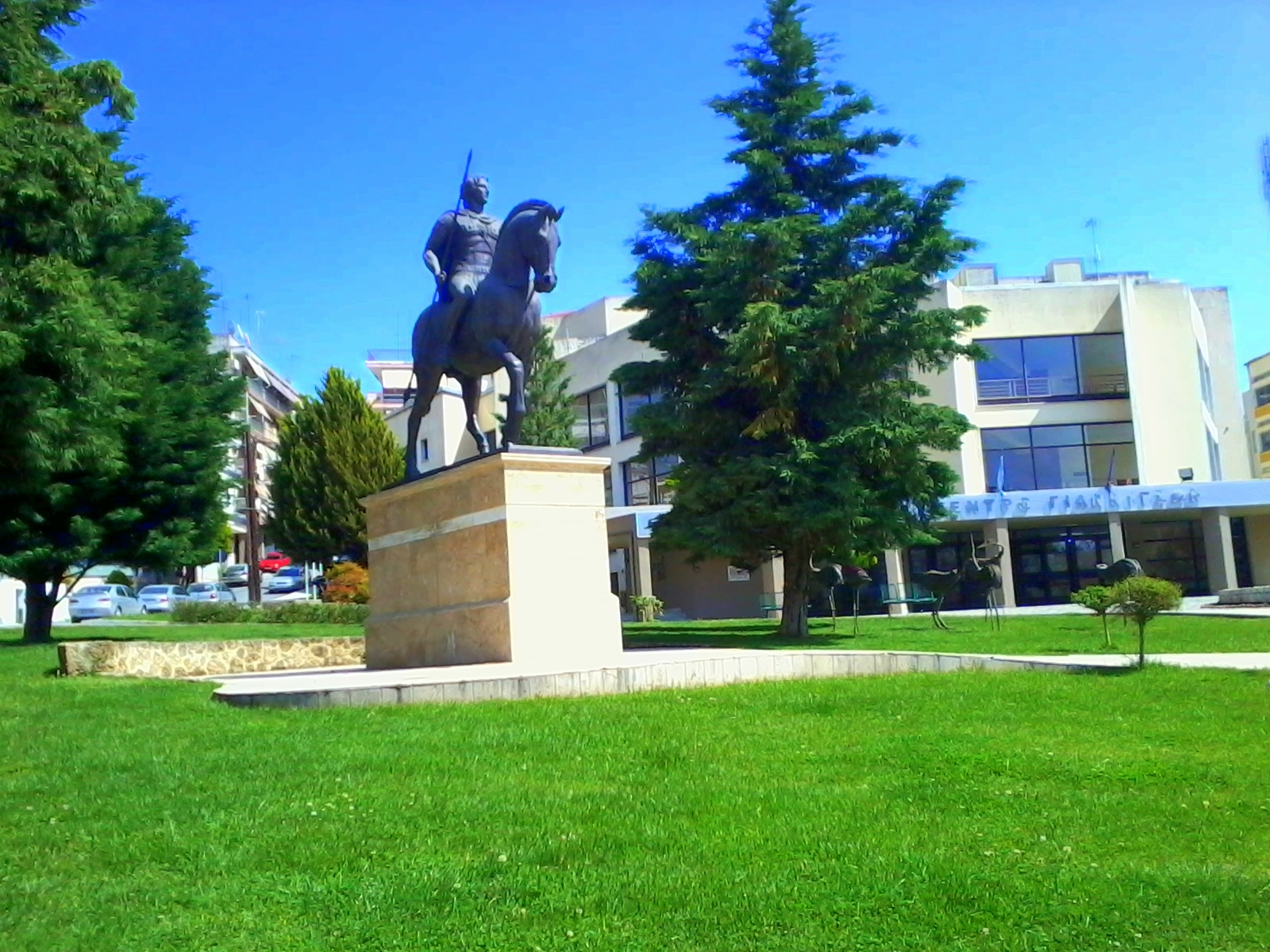
Статуя Александра Великого у Яниці

Яниця (грец. Γιαννιτσά, тур. Yenice Vardar, болг. Енидже Вардар) — місто в Греції, у демі Пелла, периферія Центральна Македонія. Розташоване на відстані 40 км від міста Салоніки. У безпосередній близькості від Яниці знаходиться столиця Македонського царства доби Александра Македонського — місто Пелла.

## Історія
Хоча є свідчення про існування ще у довізантійську добу значного поселення на території сучасного міста, відомою Яниця стає лише після її офіційного заснування славетним османським полководцем Евреносом близько 1372 року, якому вдалось завоювати усю Македонію та пізніше Албанію. Швидко Яниця стала важливим культурним центром Османської імперії і зберігала цей статус впродовж 15—16 століть.
На початку 20 століття Яниця опинилась у вирі боротьби між болгарсько-македонськими та греко-македонськими партизанами впродовж так званої Боротьби за Македонію. До 1912 року, коли Яниця була приєднана до Греції, місто зберігало свій суто турецький характер. Родина Евреноса із нащадками продовжувала мешкати у великій садибі в центрі міста, допоки грецька армія не відвоювала місто в ході Яницької битви під час Першої Балканської війни. Тоді ж більша частина міста була майже вщент зруйнована пожежею.

## Економіка
Яниця знаходиться у сільському регіоні. Осушення озера Яниця зробило родючими ґрунти, що призвело до зростання населення в регіоні.

## Розваги
У центром суспільного життя міста є центральна пішохідна вулиця, на якій є багато ресторанів, кафетеріїв і барів.

## Річка Лудіас
За 7 км (4,3 милі) на південь від центру знаходиться річка Лудіас, на якій є вітрильний центр. Морський клуб Яниця навчає веслування на байдарках і каное.

## Персоналії
- Евренос — османський полководець.
- Георгіос Йотас — герой Боротьби за Македонію.
- Апостол Петков — болгарський революціонер.
- Елісавет Містакіду — олімпійська срібна призерка з тхеквондо 2004 в Афінах[2].